# 尚繻
尚繻（1462年—？），字美信，河南雎陽衛籍，浙江嘉兴县人，明朝政治人物。

## 生平
成化二十二年（1486年）丙午科河南鄉試第三十四名舉人。弘治六年（1493年）中式癸丑科會試第二百十九名，二甲第二十四名進士。十五年二月由南京刑部员外郎升陕西佥事，正德四年（1509年）閏九月升湖廣右參議，因在陕西任内抑买部民货物，被人揭发，七年闰五月被革任。

## 家族
曾祖尚雲；祖父尚興；父尚禧，母高氏。具庆下。兄尚絅，布政司左参议；尚缙，临江知府；尚绅。弟尚绳、尚绣。